# Cena mesa
Cena mesa je epizoda Dilan Doga objavljena u Srbiji premijerno u svesci br. 149. u izdanju Veselog četvrtka. Sveska je objavljena 11.07.2019. Koštala je 270 din (2,3 €; 2,7 $). Imala je 94 strane.

## Originalna epizoda
Originalna epizoda pod nazivom Il prezzo della carne objavljena je premijerno u br. 358. regularne edicije Dilana Doga u Italiji u izdanju Bonelija. Izašla je 29.06.2016. Epizodu su nacrtali roberto Rinaldi, a scenario je napisao Fabricio Akatino. Naslovnu stranu je nacrtao Anđelo Stano. Koštala je 3,9 €.

## Kratak sadržaj
Grupa ribara koja lovi ribu na otvorenom moru nailazi na obezglavljeno telo koje pluta po moru. Kada izvade telo iz vode, Ejdan, jedan od ribara, je uveren da je to njegova ćerka Serše, koja ja umrla i sahranjena pre dve godine. Dilan kreće u Grejn, Kent da porazgovara sa Ejdanom. Ejdan veruje da se radi o njegovoj ćerki jer je ispod ramena imala istetovirane stihove pevača Nik Drejka (1948-1974). Otac ne može da proveri grob ćerke, jer se groblje rekonstruiše i trenutno je zatvoreno. Na odlasku iz kuće, Dilan upoznaje i Rojana, Seršinog mlađeg brata koji liči na žensko.
Dilan potom odlazi u policijsku stanicu i razgovara sa lokalnim šefom policije Bausmanom, koji ga izbacuje iz kancelarije kada Dilan pomene ponovo otvaranje istrage. Na ulici Dilan upoznaje Ejmi Dikens koja ga vodi u kuću i pominje Bausmanove mutne radnje u Kentu. Šetajući obalom tokom noći, Dilan otkriva da se u starom obalskom tornju dešavaju užasne stvari tokom noći.

## Inspiracija pop muzikom
U epizodi se sa radija “čuju” stihovi pesme “Sunny Side of the Street” grupe The Pogues (album Hell’s Ditch, 1991), I wanna be loved by You od Merlin Monroe, te Mambo no. 5 pevača Lu Bege.